# Харухи Судзумия
Харухи Судзумия (яп. 涼宮 ハルヒ Судзумия Харухи) — главная героиня лайт-новел «Меланхолия Харухи Судзумии». Имя Харухи Судзумии объединяет ряд посвящённых ей художественных произведений различного формата.

## Описание

Логотип «Команды SOS»

Харухи Судзумия является одной из главных героинь лайт-новел и основательницей кружка «Команда SOS», посвященного поиску всего необычного. По собственному утверждению, не интересуется общением с «обычными людьми» и заинтересована только в пришельцах, гостях из будущего, экстрасенсах и прочих необычных личностях. Полностью игнорирует общественную мораль, например, способна переодеваться прямо на глазах у своих одноклассников. Впрочем, позднее прекратила это под влиянием Кёна. Ради достижения своих целей не стесняется никаких средств, включая шантаж. При этом сама она не усматривает в своих действиях никакого криминала. Также не стесняется сексуальных домогательств до Асахины Микуру и относится к ней как к своей игрушке. В прошлом получала множество признаний в любви, однако бросала всех парней за срок от пяти минут до недели. В результате поток признаний прекратился. Несмотря на то, что девушка увлечена поиском всего необычного, она никогда не замечает чудес, постоянно происходящих вокруг Команды SOS. Также она не поверила и словам Кёна, признавшегося, что пришельцы, экстрасенсы и путешественники во времени уже являются членами кружка. Хотя в альтернативной реальности, созданной Юки Нагато, она сразу же поверила Кёну (потому что, по её словам, так интереснее) и назвала свою старую версию дурой.
За три года до основных событий, имеющих место в лайт-новел, Судзумия стала причиной некого происшествия, которое привлекло к себе внимание ряда организаций. Каждая из них имеет собственную версию того, что именно произошло и кем является Судзумия. Так, пришельцы из космоса считают Судзумию причиной «информационного взрыва» и ценным объектом для своих исследований. Путешественники во времени рассматривают девушку как причину «времятрясения», которое не дает им пройти в прошлое глубже, чем за три года до основных событий лайт-новел. Экстрасенсы же считают Судзумию либо богом, три года назад сотворившим мир, либо кем-то, кто украл силы у настоящего бога. Однако все организации сходятся во мнении, что Судзумия своих сил не осознаёт.
Вскоре после происшествия, которое привлекло к ней внимание, Судзумия встретила Кёна, совершившего путешествие во времени. Он заинтересовал её тем, что поверил в пришельцев и путешественников во времени, а также угадал, что послание, которое заставила его нарисовать Харухи, адресовано Хикобоси и Орихимэ. Благодаря этому Харухи и поступила в ту же старшую школу, что и Кён. Хотя она и не узнала его, он показался ей знакомым, и, к удивлению окружающих, Харухи сблизилась с ним. В результате она насильно вписала его в только что организованный ею кружок, посвященный поиску всего необычного.

## Восприятие критикой
За исполнение роли Харухи Судзумии в 2007 году Ая Хирано была награждена Seiyu Awards в номинации на лучшую актрису-новичка. В 2009 году англоязычный новостной и информационный веб-сайт IGN поставил Харухи Судзумию на 19 место в рейтинге 25 лучших аниме-героев всех времен.
Как отмечает рецензент ANN, аниме десятилетиями наполнялось смелыми и агрессивными девушками, бросающими вызов общественным нормам. Однако, в отличие от подобных героинь, Харухи достигает своих целей не за счёт традиционных элементов безумия, гиперактивности или тупизны, а за счёт силы своей личности. Хотя её методы и выглядят сумасшествием, безумной она не является. Она всего лишь имеет уникальный взгляд на мир, а также смелость преследовать свои цели, не беспокоясь о том, что о ней подумают другие.

## Ая Хирано и Харухи Судзумия
Японская певица и сэйю Ая Хирано, исполнившая множество ролей в аниме, видеоиграх и рекламе, озвучила Харухи Судзумию. После озвучивания к ней пришла настоящая известность. Первый её сингл «Bouken Desho Desho», являющейся опенингом в первом сезоне аниме-сериала «Меланхолия Харухи Судзумии», стал для неё большим успехом.